# سام فان توماس
سام فان توماس (بالفرنسية: Sam Fan Thomas)‏ هو مغني كاميروني، ولد في أبريل 1952 في بافوسام في الكاميرون.

## وصلات خارجية
- سام فان توماس على موقع ميوزك برينز (الإنجليزية)
- سام فان توماس على موقع ديسكوغز (الإنجليزية)